# Prix Les manuscrits d'or
Le prix Les manuscrits d’or est un prix littéraire ivoirien, créé en 2007 par la maison d’édition Vallesse. Il récompense, à l’issue d’un concours, des créations littéraires inédites de jeunes dont l'âge varie entre 15 et 35 ans. La compétition est ouverte sur un thème prédéfini, dans les genres de la nouvelle, de la poésie et du théâtre. La troisième édition du concours s’est déroulée en deux catégories : « Lycées et collèges » d’une part et « étudiants et autres », d’autre part.
Outre les récompenses en nature remises aux lauréats, les œuvres sélectionnées sont éditées dans un ouvrage collectif.

## Les lauréats

### 2007
1re édition ; Thème « La paix par l’écriture ».
- Nouvelle : Josué Guébo pour C’était hier ;
- Poésie : : Josué Guébo pour Confidences d’une pièce de 25 Francs ;
- Théâtre : Arsène Angelbert Ablo pour Le silence de la honte.

### 2008
2e édition ; Thème « Reconstruire avec la truelle des valeurs, une Côte d'Ivoire nouvelle ».
- Nouvelle : Patrick Koutouan Loba pour Terre promise ;
- Poésie : Brice Amoussan pour Sur fond d'attougblan ;
- Théâtre : Joël Koné Doh Fandanh pour TPM (Tout Puissant Manu).

### 2009
3e édition ; Thème « Mon rêve pour la Côte d'Ivoire ».
Catégorie Junior (Lycées et collèges)
- Nouvelle : Léonce Jésus Emmanuel Dax pour Un balai ! ;
- Poésie : Rebecca Kissi Akoua Biniwa pour Toile de fond ;
- Théâtre : Gérard Konan Kouamé pour Le procès.

Catégorie Sénior (Etudiants et autres)
- Nouvelle : Sanogo Soungalo pour Il faut sauver Marlyne ;
- Poésie : Cédric Marshall Kissy  pour Un pagne aux motifs nouveaux ;
- Théâtre : Jean-Jacques Ferdinand Adigran pour La cage aux rêves.

### 2019
4e édition ; Thème « L'immigration en question »
Catégorie Autres
- Nouvelle : Bamba Siaka Doh Ouattara ;
- Poésie : Siby Adja Djénéba ;

Catégorie Etudiants
- Nouvelle : Ahou Kouamé Jean-Noël ;
- Poésie : Tanoh Ahoussan Jean Yves ;

Catégorie Lycées et Collèges
- Poésie : Toki Thomas ;

### 2021
5e édition ; Thème « Covid 19 : Ecrire, c'est résister »
Catégorie Etudiants
- Nouvelle : Ahognisso Monique ;
- Poésie : Damey Maho ;
- Théâtre : Camara Bétio Noël ;

Catégorie Lycées et Collèges
- Nouvelle : Traoré Zié Abdoul Kader ;
- Poésie : Ouattara Latifa ;
- Théâtre : Yédagne Midid Oselie